# Prionyx kirbii
Prionyx kirbii är en biart som först beskrevs av Vander Linden 1827.  Prionyx kirbii ingår i släktet Prionyx och familjen grävsteklar.

## Underarter
Arten delas in i följande underarter:
- P. k. kirbii
- P. k. marginatus

## Bildgalleri

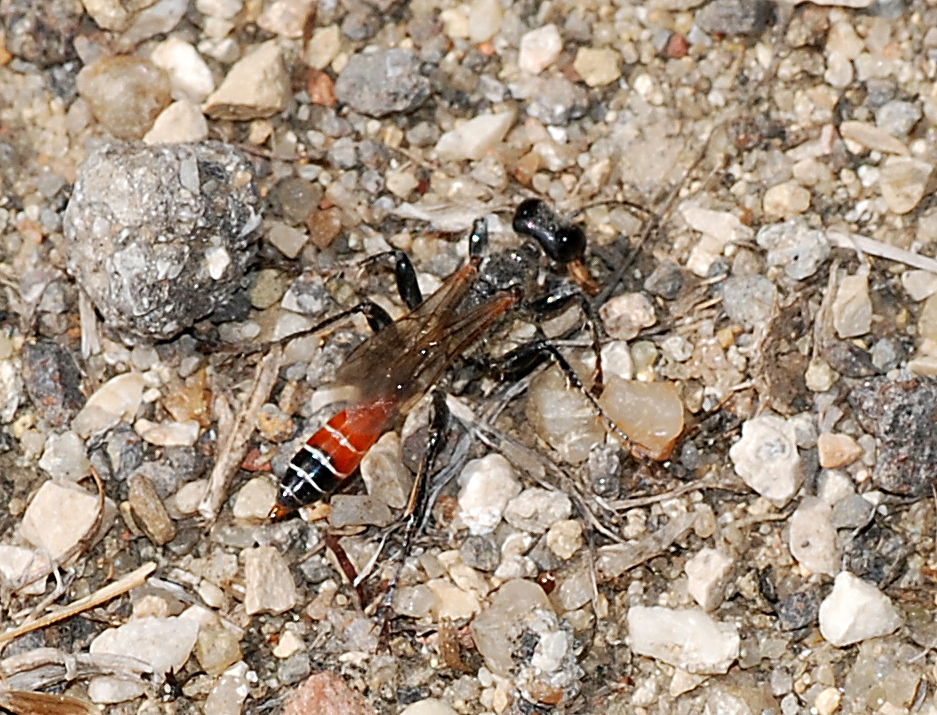
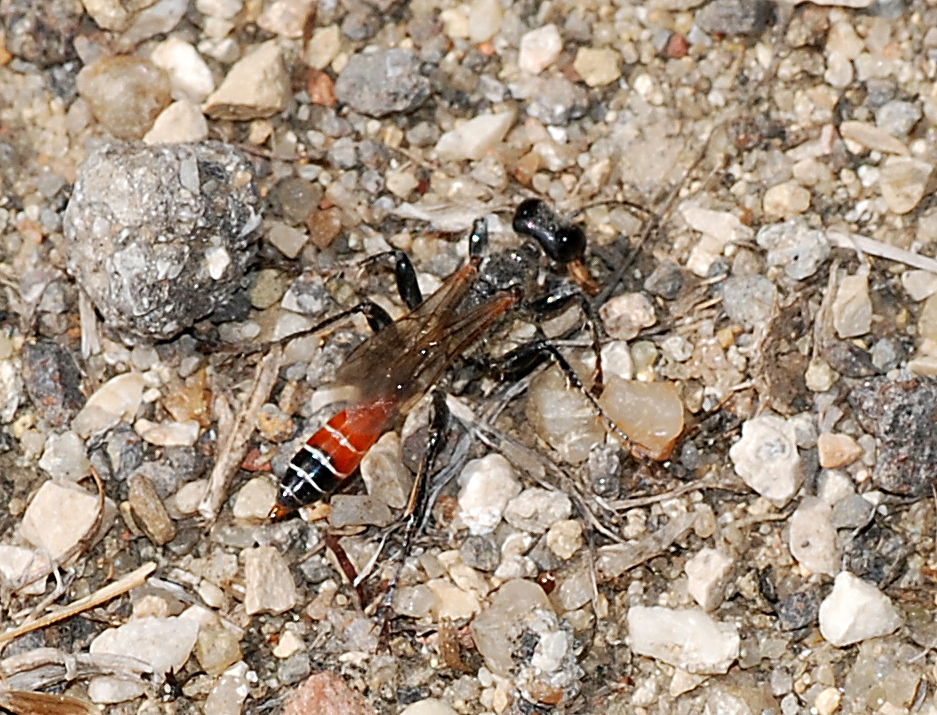
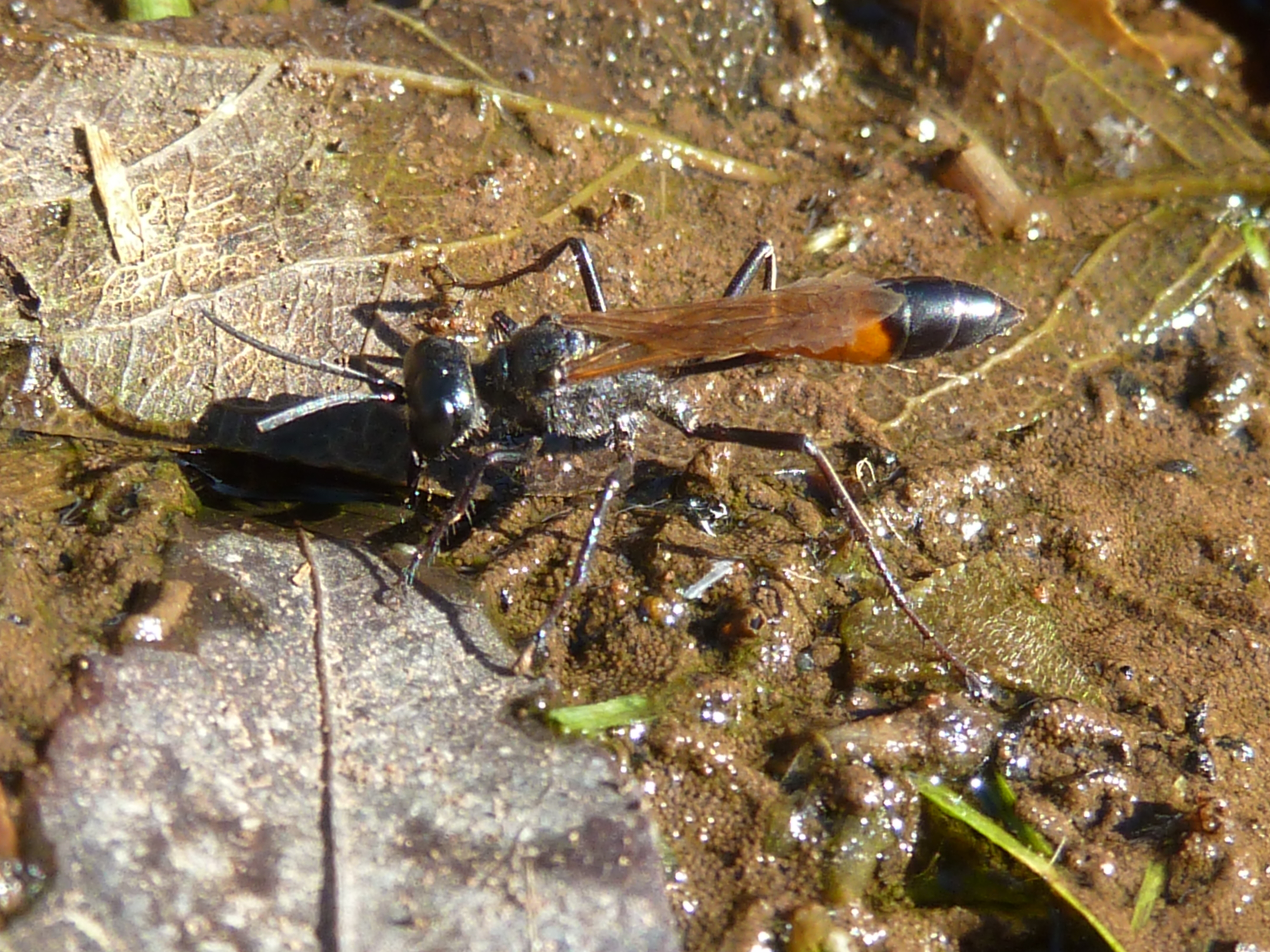